# Marduk (hudební skupina)

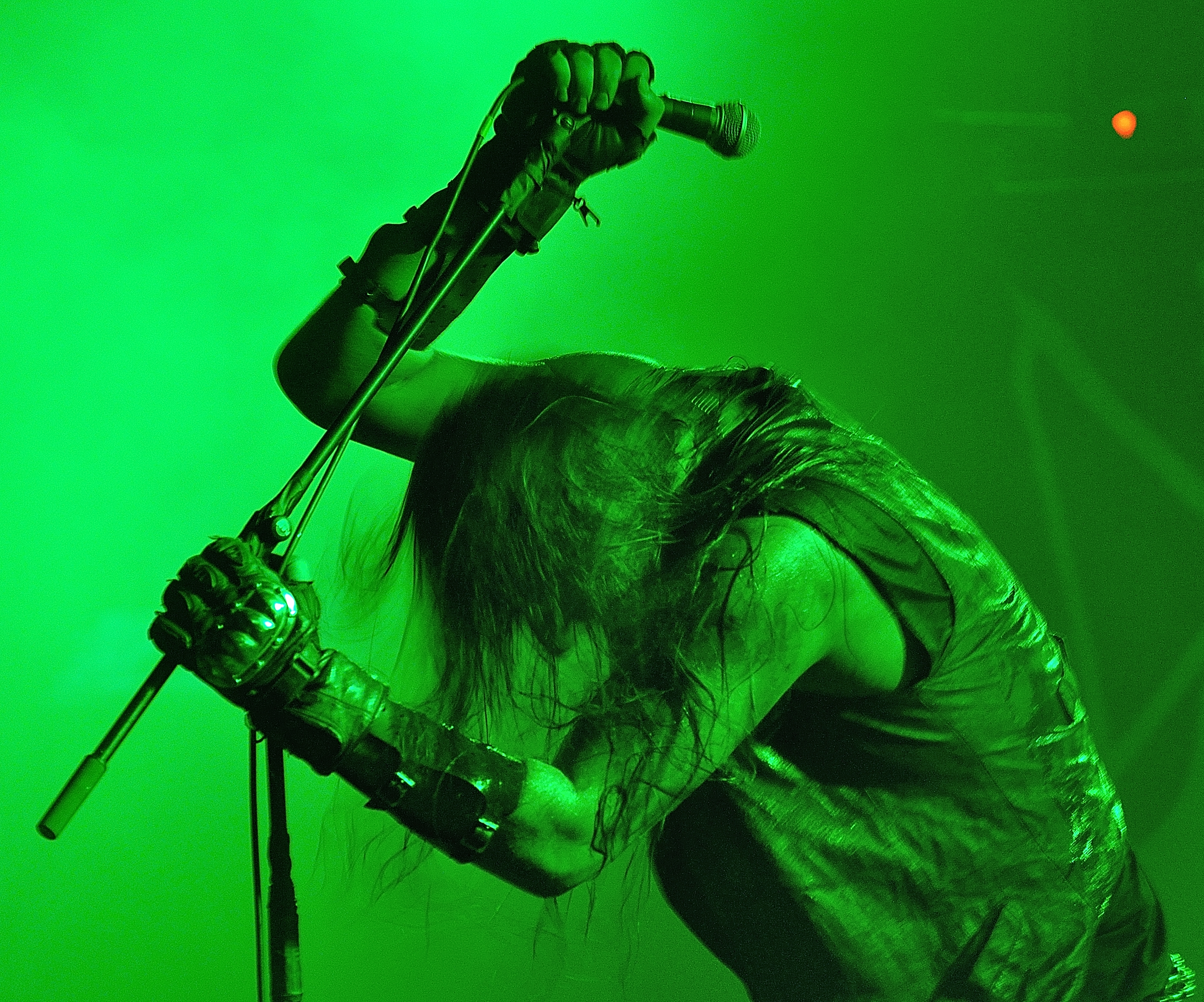
Daniel „Mortuus“ Rostén, 2015

Marduk je švédská blackmetalová hudební skupina založená v roce 1990 v Norrköpingu. Kapelu založil Morgan Håkansson. Název kapely je odvozen od akkadského boha Marduka, protože podle Håkanssona „v sobě měl obě strany mince. Moudrost i hněv, stejně jako spravedlnost a běs.“
Kapela je typická texty, které jsou silně inspirovány smrtí, válkou a také Třetí říší. Některé texty jsou zaměřeny proti křesťanství. Marduk se často ve svých textech vracejí k nejtemnějším obdobím historie lidstva. Příkladem může být píseň „The Hangman of Prague“, která je o říšském protektorovi Reinhardu Heydrichovi (říšský protektor Protektorátu Čechy a Morava od roku 1941 do 1942).

## Obvinění z nacismu
Skupina byla několikrát obviněna z nacismu, avšak nikdy se to nepotvrdilo. Po důkladném průzkumu všech jejich interview a textů jsou obvinění neplatná, avšak Marduk pořád čelí antifašistickým skupinám a rušení koncertů.

## Diskografie

### Studiová alba
- Dark Endless (1992)
- Those Of The Unlight (1993)
- Opus Nocturne (1994)
- Heaven Shall Burn… When We Are Gathered (1996)
- Nightwing (1998)[2]
- Panzer Division Marduk (1999)
- La Grande Danse Macabre (2001)
- World Funeral (2003)
- Plague Angel (2004)
- Rom 5:12 (2007)
- Wormwood (2009)
- Serpent Sermon (2012)
- Frontschwein (2015)
- Viktoria (2018)
- Memento Mori (2023)

### EP, singly
- Glorification (1996)
- Here's No Peace (1997)
- Obedience (2000)
- Hearse (2003)

### Live
- Live in Germania (1997)[3]
- Infernal Eternal (2000)

### Kompilace
- Blackcrowned (2002)

### Dema
- Fuck Me Jesus (1991)

## Sestava
- Daniel „Mortuus“ Rostén – zpěv (2004–)
- Morgan Steinmeyer Håkansson – kytara
- Devo Andersson – baskytara (2004–), kytara (1992–1994)
- Fredrik Widigs – bicí (2013–)

Bývalí členové
- Rikard Kalm – baskytara (1990–1992)
- Andreas Axelsson – zpěv (1990–1993)
- Joakim Göthberg – zpěv, bicí (1990–1995)
- Kim Osara – kytara (1995–1996)
- Fredrik Andersson – bicí (1993–2002)
- Erik „Legion“ Hagstedt – zpěv (1995–2003)
- B. War – baskytara (1992–2004)
- Emil Dragutinovic – bicí (2002–2009)
- Lars Broddesson – bicí (2006–2013)